# Poolesville
La ville de Poolesville est située dans le comté de Montgomery, dans l’État du Maryland, aux États-Unis. Sa population s’élevait à 4 883 habitants lors du recensement de 2010, estimée à 5 190 habitants en 2016.

## Géographie
D'après le Bureau du recensement des États-Unis, la ville à une surface de 10,0 km2, étant en totalité des terres.

## Histoire
En 1760, les frères John Poole, Sr. et Joseph Poole, Sr. acquirent 160 acres (0,65 km2) dans la zone qui est actuellement Poolesville. 33 ans plus tard, John Poole, Jr. utilisa 15 acres (60 000 m2) dont il avait hérité de son père pour construire un log store et subdivisa le reste, vendant des portions à d'autres marchands. C'est le début de Poolesville. La ville fut incorporée en 1867.
Durant la guerre de Sécession, les leaders militaires de l'Union réalisèrent que les gués du Potomac rendaient Washington, D.C. exposé aux attaques. À certain moment de l'année les gués sont si peu profonds que des milliers de troupes furent déplacées à Darnestown (Maryland) et Poolesville. Le corps d'observation a été placé juste à l'extérieur de Poolesville et des soldats furent postés devant la rivière pour prévenir d'éventuelles incursions de Confédérés dans le Maryland. Durant l'hiver de 1861-1862, il est estimé que 20 000 soldats de l'Union étaient stationnés autour de la ville. Aucune bataille ne se passa dans Poolesville ; cependant, l'infâme Bataille de Ball's Bluff se déroula le 21 octobre 1861 à proximité de la ville. Des centaines de soldats de l'Union furent tués dans cette bataille qui fut mal dirigée par un général de l'Union inexpérimenté.

## Gouvernement
Poolesville est dirigée par 5 commissaires élus pour un mandat de 4 ans. Ceux-ci ne sont pas payés. Ils choisissent parmi eux un président et un vice-président. Un responsable de la ville est chargé des opérations jour après jour. Six Conseils et Commissions assistent les commissaires : la Commission de Planification, le Conseil des parcs, le Conseil électoral, le Conseil de révision des textes, le Conseil des appels de zonage et la Commission de l'éthique.

## Éducation
Poolesville est servie par les Écoles d'État du Comté De Montgomery. Trois autres écoles se trouvent à Poolesville : la Poolesville High School, la John Poole Middle School, et la Poolesville Elementary School.

## Personnalité liée à la ville
Thomas Plater, membre du Congrès pour le 3e district congressionnel du Maryland, 1801-1805, inhumé à Poolesville.